# 오스 레시클라도스
《오스 레시클라도스》(브라질 포르투갈어: Os Reciclados)는 2008년 12월 13일부터 2009년까지 TV 라-팀-붐에서 방영된 브라질의 텔레비전 애니메이션이다.

## 출연진
- 앨리스 라세르다 - 라티냐
- 유리 셔먼 - 비드라사
- 프레데리쿠 페레이라 라이문도 - 파펠
- 아르만도 티라보스치 - 펫 보이
- 파비오 루신도 - 필하도
- 마르시오 조제 아라우조 - 비오르가니코과 리상
- 안토니에타 칸토 - 에스투피냐
- 올랜도 비지아니 - 촐루메
- 네스토르 치에세 - 에카